# Mieczysław Hartleb
Mieczysław Emilian Hartleb (ur. 24 listopada 1895 w Zbarażu, zm. 1 maja 1935 w Otwocku) – historyk literatury, oficer.
W latach 1912–1922 studiował na Uniwersytecie Lwowskim (z przerwą podczas wojny, kiedy walczył w Legionach Polskich), od 1926 po uzyskaniu habilitacji związany z Uniwersytetem Warszawskim. 
Autor nowatorskich hipotez i programów badawczych dotyczących epoki odrodzenia i baroku, badacz literatury staropolskiej, zwłaszcza twórczości Jana Kochanowskiego.
Był kapitanem rezerwy piechoty Wojska Polskiego, w latach 20. i 30. oficerem rezerwy 44 pułku piechoty
Zmarł po dłuższej chorobie w sanatorium w Otwocku w wieku 40 lat.
Brat Kazimierza Hartleba.

## Publikacje
- Opowieści żołnierskie (1916)
- Gorliwcy (1916-1917)
- Estetyka Jana Kochanowskiego. Cz. 1, Stosunek poety do sztuki plastycznej (1923)
- O filozofji i dzbanie Piasta Dantyszka (1926)
- Nagrobek Urszulki  Studjum o genezie i budowie „Trenów” Jana Kochanowskiego (1927)
- Początki poezji barokowej w Polsce (1928)
- Domenico Mora : na marginesie wileńsko-włoskiego "Rycerza" z 1589 r. (1929)
- Okruchy trenologiczne (1930)
- Uwagi o lekturze obowiązkowej (w związku z egzaminami magisterskiemi) (1930)
- „Magister Barbatus” Joannis Cochanovii (1930)
- O narodzinach „Sobótki” pierwszej sielanki polskiej (1930)
- Zwierciadło albo kształt w którym każdy poeta snadnie się może swym sprawom przypatrzyć (1930)